# 开普勒三角
开普勒三角形是特殊的直角三角形，它的三边之比等于{\displaystyle 1:{\sqrt {\phi }}:\phi }，其中{\displaystyle \phi }是黄金比，{\displaystyle \phi ={\frac {{\sqrt {5}}+1}{2}}}.德国数学家及天文学家开普勒最早提出三边满足此比例的三角形。这种三角形将黄金比的性质与勾股定理巧妙地结合在了一起.

开普勒三角形

## 与代数的关系
给定两个正实数a、b，若他们的算术平均数、几何平均数、调和平均数能够构成一个直角三角形，那么这个直角三角形一定是开普勒三角形。

## 作开普勒三角形
开普勒三角形可通过尺规作图法作出。方法是先作出黄金矩形。
1. 用尺规作图法作一个正方形
2. 作出其中一边的中点
3. 连接这一中点与与之相对的正方形的顶点

通过黄金矩形，用尺规作图作开普勒三角

4. 以这一中点为圆心，已作出的线段的长为半径作弧。并作出长方形的长边。
5. 补全作出的黄金矩形
6. 以黄金矩形的一个顶点为圆心，一条长边的长为半径作弧交另一长边于一点，连接该点与顶点，即作出了开普勒三角形。

## 數學巧合

正方形和圓的周長近似相等

若繪製一個三邊為{\displaystyle a,a{\sqrt {\varphi }},a\varphi ,}的开普勒三角形，並且考慮
- 其外接圓
- 邊長等於{\displaystyle a{\sqrt {\varphi }}}（三角形中數值介於中間的邊長）的正方形

則正方形的周長（{\displaystyle 4a{\sqrt {\varphi }}}）和圓的周長（{\displaystyle a\pi \varphi }）相當接近，誤差小於0.1%。
這是因為{\displaystyle \pi \approx 4/{\sqrt {\varphi }}}的數學巧合，上述的圓和正方形其周長不可能相同，若是相同，就可以求解化圓為方的不可能問題了。換句話說{\displaystyle \pi \neq 4/{\sqrt {\varphi }}}，因為{\displaystyle \pi }是超越數。
一些資料指出，埃及金字塔設計時有用到开普勒三角。不過古埃及人可能不知道有關{\displaystyle \pi }和黃金比例{\displaystyle \varphi }之間的數學巧合。